# جايسون ونايت
جايسون ونايت (بالإنجليزية: Jason Knight)‏ هو مصارع محترف أمريكي، ولد في 12 ديسمبر 1963 في واتربوري في الولايات المتحدة.

## وصلات خارجية
- جايسون ونايت على موقع CageMatch worker (الإنجليزية)
- جايسون ونايت على موقع عالم المصارعة على الإنترنت (الإنجليزية)
- جايسون ونايت على موقع عالم المصارعة على الإنترنت (الإنجليزية)

- جايسون ونايت على موقع IMDb (الإنجليزية)
- جايسون ونايت على موقع قاعدة بيانات الفيلم (الإنجليزية)